# York Lions Stadium
Lo York Lions Stadium è uno stadio situato a Toronto, in Canada, nel distretto di North York. Ospita le partite casalinghe della squadra di calcio dello York United.

## Storia
L'impianto venne edificato nel 2015 in occasione dei XVII Giochi panamericani, ospitati proprio dalla città di Toronto. Inizialmente era stato stabilito di costruire uno stadio che ospitasse sia il calcio che l'atletica leggera nella città di Hamilton, ma le difficoltà sorte nello sviluppare quello che sarebbe diventato il Tim Hortons Field spinsero il comitato organizzatore a separare le due discipline: il calcio sarebbe rimasto ad Hamilton, mentre l'atletica leggera avrebbe disputato le sue gare in una nuova struttura all'interno del campus della York University.
Lo stadio venne progettato con una tribuna da circa 4.000 posti di capienza, ampliabile con delle sedute temporanee per i giochi panamericani fino a un massimo di 12.500 posti. Il costo previsto era di circa 45 milioni di dollari canadesi, ma come per molte altre strutture costruite in quell'occasione il costo finale si rivelò più alto. Durante i giochi panamericani lo stadio assunse temporaneamente il nome CIBC Pan Am and Parapan Am Athletics Stadium.
Successivamente ai giochi panamericani lo stadio ha ospitato le squadre sportive della York University, gli York Lions.
Nel 2019 lo York Lions Stadium venne scelto come campo casalingo dallo York9 FC, successivamente ribattezzato York United, squadra del nuovo campionato nazionale di calcio canadese, la Canadian Premier League.

## Caratteristiche
Lo York Lions Stadium dispone di 4.000 posti a sedere situati su un'unica tribuna, che costeggia uno dei lati lunghi del campo. Alla sua costruzione disponeva di una pista di atletica. Il campo da gioco misura circa 137 metri di lunghezza e 76 di larghezza (rispettivamente 450 e 250 piedi).
Fra il 2020 e il 2021 l'impianto si è dotato di una copertura gonfiabile per utilizzare il campo anche in pieno inverno, la pista di atletica è stata smantellata per allargare il campo di gioco e dedicarlo esclusivamente al calcio e al rugby, grazie anche all'installazione di un nuovo manto sintetico. Tali miglioramenti hanno richiesto un investimento di oltre 8 milioni di dollari.